# María del Carmen Martínez-Villaseñor Barrasa
María del Carmen Martínez-Villaseñor Barrasa (Horcajo de Santiago, 4 de maig de 1943 - Puerto de la Cruz, 15 de juny de 2023) va ser una ventrílocua i humorista espanyola coneguda com a Mari Carmen y sus muñecos. Es va iniciar professionalment en el teatre de titelles i va guanyar popularitat a la televisió. Durant més de quatre dècades, va conquerir el cor del públic amb els seus quatre personatges: Nícol, el gandul irreverent; Daisy, l'adolescent contestona; Rodolfo, el lleó sensible; i Doña Rogelia, la vella grunyona.
Mari Carmen va participar en diversos programes de televisió i pel·lícules, a més de col·laborar en concursos i presentar programes propis. Va compondre cançons per a grups musicals i va publicar un llibre, Ventana al Edén (Bitácora, 1988). També va aparèixer a la sèrie La que se avecina.
En els seus últims anys, es va traslladar a viure a Puerto de la Cruz, on va morir als 80 anys a causa d'una caiguda. El 31 de maig de 2012 va ser nomenada Filla Predilecta de Castella-La Manxa.